# Мосиенко, Билл
Уильям Мосиенко (англ. William Mosienko, 2 ноября 1921, Виннипег, Манитоба, Канада — 9 июля 1994, Виннипег, Манитоба, Канада) — бывший канадский хоккеист, правый крайний нападающий. Провёл 14 сезонов в Национальной хоккейной лиге, выступал за команду «Чикаго Блэк Хокс».

## Игровая карьера
Канадский игрок украинского происхождения Билл Мосиенко родился 2 ноября 1921 года в Виннипеге (Манитоба), в многодетной семье. Он был одним из 14 детей, кроме него в семье было ещё 9 братьев и 4 сестры. Его отец был украинским иммигрантом и работал на Канадской тихоокеанской железной дороге.
Свою карьеру Мосиенко начинал в юниорской хоккейной лиге Манитобы. В сезоне 1939/40, выступая за команду «Виннипег Монархс», он попадает в поле зрения менеджеров «Чикаго Блэк Хокс». В следующем сезоне он подписал контракт с «Чикаго Блэк Хокс», но выступать ему пришлось за фарм-клубы «Чикаго» из двух американских лиг — «Провиденс Редс» (АХЛ) и «Канзас-Сити Американс» (АХА).
Во время Второй мировой войны многие команды стали испытывать кадровые проблемы и «Чикаго» не стал исключением. В сезоне 1942/43 Мосиенко был вызван из фарм-клуба, чтобы заполнить бреши в составе «Чикаго», образовавшиеся после призыва в армию многих игроков.
В 1945 году тренер «Блэк Хокс» Джонни Готтселиг объединил в одно звено братьев Бентли и Мосиенко. Макс Бентли, со своими 175-ю сантиметрами, оказался самым высоким в этом трио форвардов ударного звена «Чикаго», получившего название «Пони лайн».
23 марта 1952 года Биллу Мосиенко понадобилась 21 секунда, чтобы в последней игре регулярного сезона против «Нью-Йорк Рейнджерс» забросить 3 шайбы в ворота Лорна Андерсона. Все три раза ему ассистировал Гас Боднар. И это до сих пор самый быстрый хет-трик когда-либо виденный в НХЛ.
В 1955 году, после 14 лет проведённых в клубе «Чикаго Блэк Хокс», Билл Мосиенко завершил свою карьеру в НХЛ.
В 1965 году Билл Мосиенко введён в Зал хоккейной славы в Торонто. В 1991 году в его родном Виннипеге одна из спортивных арен города — «Киватин Арена», была переименована в «Билл Мосиенко Арена».

## Награды и достижения
- Обладатель Леди Бинг Трофи: 1945
- Участник матчей всех звёзд НХЛ (5): 1947, 1949, 1950, 1952, 1953
- Член Зала хоккейной славы в Торонто: 1965
- Самый быстрый хет-трик в истории НХЛ — 21 секунда (23 марта 1952 года, против «Нью-Йорк Рейнджерс»)

## Клубная карьера
| 1939/40     | Виннипег Монархс      | МЮХЛ        | 24  | 21  | 8   | 29  | 14  | 7  | 8  | 3 | 11 | 2  |
| 1940/41     | Провиденс Редс        | АХЛ         | 36  | 14  | 19  | 33  | 8   | —  | —  | — | —  | —  |
| 1940/41     | Канзас-Сити Американс | АХА         | 7   | 2   | 2   | 4   | 0   | 8  | 4  | 1 | 5  | 2  |
| 1941/42     | Чикаго Блэк Хокс      | НХЛ         | 12  | 6   | 8   | 14  | 4   | 3  | 2  | 0 | 2  | 0  |
| 1941/42     | Канзас-Сити Американс | АХА         | 33  | 12  | 19  | 31  | 9   | —  | —  | — | —  | —  |
| 1942/43     | Чикаго Блэк Хокс      | НХЛ         | 2   | 2   | 0   | 2   | 0   | —  | —  | — | —  | —  |
| 1942/43     | Квебек Эйсес          | КСХЛ        | 8   | 5   | 3   | 8   | 2   | 4  | 2  | 2 | 4  | 2  |
| 1943/44     | Чикаго Блэк Хокс      | НХЛ         | 50  | 32  | 38  | 70  | 10  | 8  | 2  | 2 | 4  | 6  |
| 1944/45     | Чикаго Блэк Хокс      | НХЛ         | 50  | 28  | 26  | 54  | 0   | —  | —  | — | —  | —  |
| 1945/46     | Чикаго Блэк Хокс      | НХЛ         | 40  | 18  | 30  | 48  | 12  | 4  | 2  | 0 | 2  | 2  |
| 1946/47     | Чикаго Блэк Хокс      | НХЛ         | 59  | 25  | 27  | 52  | 2   | —  | —  | — | —  | —  |
| 1947/48     | Чикаго Блэк Хокс      | НХЛ         | 40  | 16  | 9   | 25  | 9   | —  | —  | — | —  | —  |
| 1948/49     | Чикаго Блэк Хокс      | НХЛ         | 60  | 17  | 25  | 42  | 6   | —  | —  | — | —  | —  |
| 1949/50     | Чикаго Блэк Хокс      | НХЛ         | 69  | 18  | 28  | 46  | 10  | —  | —  | — | —  | —  |
| 1950/51     | Чикаго Блэк Хокс      | НХЛ         | 65  | 21  | 15  | 36  | 18  | —  | —  | — | —  | —  |
| 1951/52     | Чикаго Блэк Хокс      | НХЛ         | 70  | 31  | 22  | 53  | 10  | —  | —  | — | —  | —  |
| 1952/53     | Чикаго Блэк Хокс      | НХЛ         | 65  | 17  | 20  | 37  | 8   | 7  | 4  | 2 | 6  | 7  |
| 1953/54     | Чикаго Блэк Хокс      | НХЛ         | 65  | 15  | 19  | 34  | 17  | —  | —  | — | —  | —  |
| 1954/55     | Чикаго Блэк Хокс      | НХЛ         | 64  | 12  | 15  | 27  | 24  | —  | —  | — | —  | —  |
| Итого в НХЛ | Итого в НХЛ           | Итого в НХЛ | 711 | 258 | 282 | 540 | 121 | 22 | 10 | 4 | 14 | 15 |